# L'Amérique
Pour l’article homonyme, voir Amérique (homonymie).
L'Amérique (Amerika en version originale allemande) ou Le Disparu (Der Verschollene, titre voulu par l'auteur et rendu au livre dans ses plus récentes éditions) est le premier roman de Franz Kafka (1883-1924). Composé entre 1911 et 1914 et laissé inachevé, il est publié à titre posthume en 1927. C'est une sorte de « roman d'apprentissage (Bildungsroman) » inversé, perverti, puisque le jeune homme dont on suit la destinée s'achemine plutôt de désastre en désastre qu'en vue d'un accomplissement. Il s'agirait donc plutôt d'une forme de roman picaresque. Le personnage principal est un antihéros dont un déterminisme obtus dégrade constamment le statut.

## Résumé
Le protagoniste, Karl Rossmann, jeune homme de 17 ans qui se dit « Allemand », débarque aux États-Unis, à New York où ses parents l'ont expédié à la suite d'un scandale (on apprendra par la suite que Karl a été plus ou moins violé par la bonne de la maison, l'épisode ayant déjà le grotesque et le dégoût caractéristiques de la sexualité dans les œuvres ultérieures de Kafka). À peine arrivé, Karl se prend d'une sympathie inexpliquée pour un soutier du bateau, et va jusqu'à s'en faire l'avocat auprès du commandant du navire. La cause du soutier paraît rapidement perdue mais la chance sourit tout de même à Karl lors de cette entrevue : dans un hasard typique du roman baroque, il rencontre chez le commandant le Sénateur Jakob, son oncle, qui le prend sous son aile.
Chez le Sénateur, riche entrepreneur, il apprendra l'anglais, le cheval — sous la conduite de l'arrogant Mack — retrouvant en son oncle une figure paternelle. La félicité est de courte durée cependant puisque, ayant accepté contre sa volonté une invitation chez un énigmatique homme d'affaires, Karl est bientôt renié par son oncle. Karl se retrouve sans argent, sans appui, mais tout prêt à s'engager dans une carrière honnête. Après avoir erré en compagnie de deux vagabonds étrangers, Robinson l'Irlandais et l'inquiétant Français Delamarche, s'être brouillé avec eux, il semble que les aspirations de Karl trouvent un moyen de se réaliser : embauché comme liftier à l'hôtel Occidental grâce à l'appui de sa « cuisinière en chef », Karl se réalise en se donnant sans compter dans son nouveau travail.
À la suite d'une négligence anodine, il en est cependant chassé avec une grande violence. Au cours du chapitre suivant, l'on retrouve Karl chez Delamarche (devenu l'amant d'une riche cantatrice en pleine déchéance nommée Brunelda), succédant à Robinson comme « domestique » du couple infernal. Le court chapitre ultérieur narre la fuite de Karl et de Brunelda, que Karl conduit dans un fauteuil roulant jusqu'à une maison des plus interlopes. Le livre se clôt sur une étrange péripétie : Karl se fait recruter — non sans difficultés — par le Grand théâtre de l'Oklahoma, énigmatique théâtre où « tout le monde a sa place ». Le lecteur quitte Karl au moment où un train spécial l'achemine, ainsi que tous les nouveaux membres du théâtre, vers celui-ci.

## Commentaire
Karl apparaît comme le héros classique du roman de formation. Naïf, livré à ses seules ressources, mais plein de bonne volonté et d'ambition, le roman le montre balotté d'une situation à une autre toujours moins enviable, comme si le poursuivait une énigmatique fatalité. Il est très douteux que le roman, si Kafka l'avait achevé, se soit fini sur l'accomplissement des efforts de Karl, ainsi que Max Brod le rapportait des projets de Kafka : « si le Grand Théâtre paraît consacrer en partie l'ambition de Karl (il y est recruté en tant qu'agent technique, lui qui s'était rêvé ingénieur), l'inquiétante étrangeté de la séance de recrutement, les menaces diffuses qui pèsent sur Karl lors du voyage en train final, peuvent aussi bien évoquer l'image d'une exécution finale (la fin du Procès permet de le penser, en tous cas…). »
Ce sont donc tous les thèmes fondateurs de l'œuvre kafkaïenne que l'on trouve dans ce roman : la culpabilité native, l'absence de sens, l'inaccomplissement de l'individu pris dans des structures bureaucratiques qui le dépassent (le grand hôtel, le théâtre et ses 200 bureaux de recrutement, etc.) mais plutôt à l'état d'ébauche : Karl est de loin le plus caractérisé des héros de Kafka ; la description de l'Amérique et jusqu'à la critique du « rêve américain », bien qu'émaillées de notations absurdes, sont d'essence réaliste ; enfin l'influence de modèles littéraires (notamment de Robert Walser) est prégnante, si bien qu'on pourrait parler d'une œuvre préparatoire. Mais l'atmosphère d'angoisse diffuse, de malaise progressif qui caractérisent Amerika, marquent sans conteste l'entrée dans un univers nouveau, profondément signifiant et contemporain. Lorsque Karl entre dans le port de New York (où l'accueille une statue de la Liberté étrangement porteuse… d'un glaive), c'est le genre romanesque entier qui quitte les rives rassurantes de la formation, de l'accomplissement de soi (fussent-il caricaturés par un Walser), pour un domaine de l'angoisse pure et de l'arbitraire où nous n'avons pas fini de nous reconnaître…

## Éditions
Les principales éditions actuelles des trois traductions françaises, classés par date originale de traduction.

### En poche
- 1988 : Amerika, ou Le Disparu, trad. de l'allemand par Bernard Lortholary (1988, d'après le dernier état du texte de Kafka), éd. Flammarion, coll. « GF », 341 p., 1988  (ISBN 2-08-070501-6 et 978-2-08-070501-3), 2012  (ISBN 978-2-0812-9453-0)

### En Omnibus
- 1946 : L'Amérique (L'oublié), trad. de l'allemand par Alexandre Vialatte (1946), éd. Gallimard, 1946 ; rééd. (avec trad. corrigée en notes), coll. « Folio », 373 p., 1976, plusieurs réimpressions  (ISBN 2-07-036803-3 et 978-2-07-036803-7)
- 2000 : Le Disparu (Amerika), trad. de l'allemand par François Mathieu (2000), dans Récits ; Romans ; Journaux, éd. Librairie générale française, coll. « La Pochothèque », 1520 p., 2000  (ISBN 2-253-13248-9 et 978-2-253-13248-6)

## Adaptations

### Au cinéma
- 1984 : Jean-Marie Straub et Danièle Huillet, Amerika-Rapports de classe (Klassenverhältnisse), 35 mm, noir et blanc, 130 min

### À la télévision
- 1983 : Benoît Jacquot, Une villa aux environs de New York[2], série Télévision de chambre D'après le chapitre III de L'Amérique ; avec Nicolas Baby, Anne-Laure Meury, Hubert Deschamps, Michel Delahaye, Konstanty Jeleński, Benoît Ferreux, Serge Volney.

### En bande dessinée
- Réal Godbout, L'Amérique, ou le disparu, éd. de La Pastèque, 2013[3], 184 p.  (ISBN 978-2-923841-35-9)